# 福井県教育総合研究所
福井県教育総合研究所（ふくいけんきょういくそうごうけんきゅうしょ）は、福井県が設置する教育に関する研究及び教育関係職員の研修を行う機関である。

## 概要
地方教育行政の組織及び運営に関する法律第三十条の規定と福井県教育研究所設置条例に基づき、教育に関する研究及び教育関係職員の研修を行う機関として、1957年に福井県教育研究所が設置される。2018年の福井国体開催に伴い、福井市の福井運動公園付近に駐車場を確保するため、2017年4月に坂井市春江町の旧県立春江工業高等学校跡地に移転した。

## 所在地
- 福井県教育総合研究所 - 福井県坂井市春江町江留上緑8-1

## 事業
事業内容は下記の通りである。
1. 教育の理論および実践に関する専門的、技術的事項の調査および研究
2. 教育関係職員の研修
3. 教育に関する相談業務の実施
4. 情報教育の実施
5. 教育に関する図書および資料の収集、保管、展示および刊行
6. 前項に掲げるもののほか、研究所の設置の目的を達成するために必要な業務

## 沿革
- 1950年（昭和25年）4月20日 文部省の「教育研究所開設に関する通達」により、県立図書館内に福井県教育研究所を開設[4][5]。
- 1951年（昭和26年）9月 県立高志高等学校内に移転[4]。
- 1955年（昭和30年）3月 県立図書館内に移転[4]。
- 1957年（昭和32年）1月 福井県教育研究所設置条例が制定[1]。
- 1964年（昭和39年）12月 福井県教育委員会指導課（電気ビル）に移転[4]。
- 1969年（昭和44年）6月 福井県繊協ビル内に移転[4]。
- 1970年（昭和45年）11月 福井市福新町の新庁舎へ移転[4]。
- 1973年（昭和48年）12月 情報処理教育センター完成[4]。
- 1981年（昭和56年）4月 若狭支所庁舎完成[4]。
- 1996年（平成8年）4月 機構改革により若狭支所が嶺南教育事務所に統合再編され、情報処理教育センターが情報教育センターに改称される[4]。
- 1997年（平成9年）5月 福井県教育用ソフトウェアライブラリセンターを開設[4]。
- 1998年（平成10年）9月 福井県初等中等教育研究会を設置[4]。
- 2017年（平成29年）4月 旧県立春江工業高等学校跡地に移転し、福井県教育総合研究所と改称。併せて、同地に教育博物館が開館[2]。

## 組織
2017年4月現在の福井県教育総合研究所の組織は次の通り。
- 管理室
- 教科研究センター
  - 小中学校教科研究課
  - 高校教科研究課
  - 理科教育課
  - 新教育課題研究課
- 教職研修センター
  - 教員研修課
  - 専門研修課
- 教育相談センター
  - 教育相談課
- 教育博物館

このほか、研究と研修の一体化を促進するために、教科研究センターと教職研修センターの両方に関わる独立組織として、先端教育研究センターが置かれる。

## 福井県教育博物館
概要
- 福井県教育博物館（ふくいけんきょういくはくぶつかん）は、福井県坂井市の「福井県教育総合研究所」にある博物館。

経歴

### 2017年 (平成29年)
| 4月  | 福井県教育博物館開館 開館記念行事開催（15日）                                          |
| 4月  | 開館特別展示「校歌～描かれた風景と郷土の願い」開催（～5/14）                           |
| 6月  | 特別展「福井震災と学校～昭和23年6月28日午後5時14分、学校では！?～」開催（23～7/17）    |
| 9月  | 特別展「ふるさとに学ぼう～郷土教材からみる ふるさと福井～」開催（9～11/5）             |
| 11月 | 特別展「文部省唱歌誕生秘話～歌詞編纂の最終責任者 芳賀矢一博士の校閲～」開催（8～1/14） |

### 2018年 (平成30年)
| 1月 | 特別展「芳賀矢一～国語教育の先見の明～」開催（28～3/25）               |
| 4月 | 開館1周年記念企画展「幕末明治福井の教育 藩校の教育改革」開催 (14～6/3) |
| 6月 | 特別展 福井震災70年 「福井震災と学校」開催(16～7/8)                    |
| 9月 | 企画展「幕末明治福井の教育 近代教育のはじまり」開催(15～11/11)         |
| 9月 | 天皇・皇后 福井県の行幸啓で、教育博物館を視察 (28日)                   |

### 2019年(平成31年／令和元年)
| 3月  | 特集展「さよなら平成～世相と教育の移り変わり30年史～」(2～5/6)    |
| 7月  | 企画展「～もう一度読みたい～国語教科書」開催(12～9/1)             |
| 10月 | 特別展「世界を驚かせた明治の大発見！平瀬作五郎 展」開催(4～11/24) |

### 2020年(令和2年)
| 1月  | 特別展「時を超えて出会う 唱歌と童謡～懐かしの音楽教科書～」開催 (23～3/22)  |
| 6月  | スポット展示「福井震災と教育」開催(2～7/12)                                 |
| 6月  | 特別展「教科書で教えられた伝染病」開催(24～9/27)                            |
| 7月  | 企画展「地図を見る 読む 楽しむ～地図から社会を見てみよう～」 開催(17～9/27) |
| 10月 | 企画展「～イチョウの謎を解いた男～平瀬作五郎の挑戦」開催(～12/6)            |

### 2021年(令和3年)
| 1月  | 特別展「オリンピック・パラリンピックと教科書」開催(15～3/28)               |
| 5月  | 特別展「校章展～福井県下の学校校章～」開催(21～7/4)                        |
| 7月  | 企画展「理科挿絵の世界 理科を描いた挿絵画家 天木茂晴 原画展」開催(9～10/3) |
| 10月 | 特別展「わたし、先生になる！～鯖江女子師範学校での学び～」開催（9～12/12） |
| 10月 | 教育博物館ホームページ改修（デジタルアーカイブ追加）                       |

### 2022年(令和4年)
| 1月  | 学制１５０年記念企画展関連・プレ特集展示「学校教育制度の歴史＜学校系統図＞～昔の学校の仕組みを見てみよう～」（18～3/27） |
| 8月  | 学制１５０年記念企画展「学校１５０年物語」前期展（2～11/6）                                                              |
| 11月 | 学制１５０年記念企画展「学校１５０年物語」後期展（9～1/29)                                                               |

### 2023年(令和5年)
| ２月 | 特別展「さるかに イソップ シンデレラ～明治の子どもたちが学んだ物語～」開催 (7～3/27) |
| ３月 | 特集展示「春らんまん 理科挿絵展」開催 (31～6/4)                                      |
| ４月 | 「デジタルアーカイブ福井」において、収蔵資料公開開始                                 |

## アクセス
- 京福バス：「教育博物館前」下車。